# Marser (Italien)
Die Marser (lateinisch Marsi) waren ein Volksstamm im antiken Italien, benannt nach dem Gott Mars. Sie gehörten wie die benachbarten Sabiner zu den Sabellern und siedelten im mittelitalischen Bergland (Abruzzen) um den Lacus Fucinus. Ihr wichtigster Ort war Marruvium, weitere Siedlungen Anxa, Antinum, Archippe und Lucus Fucens.
Mythologische Erzählungen ließen die Marser von der Zauberin Kirke abstammen, was sie vor Schlangenbissen geschützt habe. Sie waren als Schlangenzähmer berühmt. Der Brauch lebt in einem einzigen Dorf in den Abruzzen, Cocullo, fort.
Das als kriegerisch geltende Volk wurde während der Samnitenkriege im 4. und zu Beginn des 3. Jahrhunderts v. Chr. zu Bundesgenossen Roms; ein förmliches Bündnis wurde 303 v. Chr. geschlossen. Weil sich die Marser gegenüber den römischen Bürgern zunehmend zurückgesetzt fühlten, erhoben sie sich 91 v. Chr. zusammen mit anderen italischen Bundesgenossen gegen Rom (Bundesgenossenkrieg, auch bellum Marsicum genannt, weil der Marser Quintus Poppaedius Silo einer der Anführer war). Nach Ende des Krieges 89 v. Chr. erhielten sie wie fast alle Einwohner Italiens das römische Bürgerrecht.
Das alte Stammesgebiet der Marser versteht sich heute noch als eine kulturell eigenständige Region namens Marsica.

## Abgeleiteter Begriffmarsus
Der marsus (Pl. marsi) war im römischen Heer eine medizinische Fachkraft für Gegengifte und zur Behandlung von Schlangenbissen und Skorpionstichen in Provinzen, wo derartige medizinische Kenntnisse erforderlich waren. Er gehörte dort zum medizinischen Personal des römischen Militärs. Marsi entstammten, soweit bekannt, ausschließlich dem libyschen Stamm der Psyller und finden Erwähnung in der Inschrift von Lambaesis.